# Stenvinda
Stenvinda (Convolvulus siculus) är en vindeväxtart. Stenvinda ingår i släktet vindor, och familjen vindeväxter. Arten förekommer tillfälligt i Sverige, men reproducerar sig inte.